# 瞿俊
瞿俊（1437年—？），字世用，號學古，直隸蘇州府常熟縣人，匠籍。明朝政治人物。同進士出身。

## 生平
應天府鄉試第四十九名。成化五年（1469年）乙丑科會試第二百五名，殿試登進士第三甲第三名，由御史遷廣東按察副使。工書畫。

## 著作
有《留餘堂集》、《學古齋集》。

## 佚事
《菽園雜記》載瞿俊巡按廣東時，幻夢壁畫之奇事。

## 家族
曾祖父瞿子善。祖父瞿庸。父亲瞿經。